# Pomnik czynu żołnierzy Śląskiego Okręgu Wojskowego w Słubicach
Pomnik czynu żołnierzy Śląskiego Okręgu Wojskowego w Słubicach – pomnik na skwerku przy ul. Kościuszki w Słubicach, odsłonięty w maju 1977 przy okazji zjazdu młodzieży PRL i NRD w Słubicach.

## Historia
Pomnik ten to kamień o wysokości około 1 m, na którym znajduje się tablica pamiątkowa z następującą treścią:

Na pamiątkę czynu/ żołnierzy Śląskiego Okręgu/ Wojskowego/ Delegaci na Dni Przyjaźni/ Młodzieży PRL i NRD/ Słubice, maj 1977

Upamiętnia poświęcenie i działania zbrojne żołnierzy Śląskiego Okręgu Wojskowego. W odsłonięciu tego pomnika brali udział ówczesny I sekretarz KC PZPR Edward Gierek oraz dowódca ŚOW gen. dyw. Henryk Rapacewicz.
Pod koniec maja 2018 tablicę zdemontowano.